# Golfe de Tunis
Le golfe de Tunis (arabe : خليج تونس) est un golfe méditerranéen s'étendant sur près de 150 km entre le cap Sidi Ali El Mekki (à quelques kilomètres à l'est de Ghar El Melh) et le cap Rass Adar (ou cap Bon stricto sensu), à quelques kilomètres au nord d'El Haouaria, situé à la pointe nord-est de la péninsule du même nom.

## Géographie
La partie centrale du golfe correspond à la ville de Tunis qui bénéficie ainsi d'un site bien protégé et favorable à l'implantation d'un grand port de commerce. Une baie s'articule dans le golfe de Tunis, sur quelques dizaines de kilomètres, la « baie de Tunis », qui s'étale entre le cap Carthage (Sidi Bou Saïd) au nord et Korbous au sud. Elle constitue un espace littoral très urbanisé. 

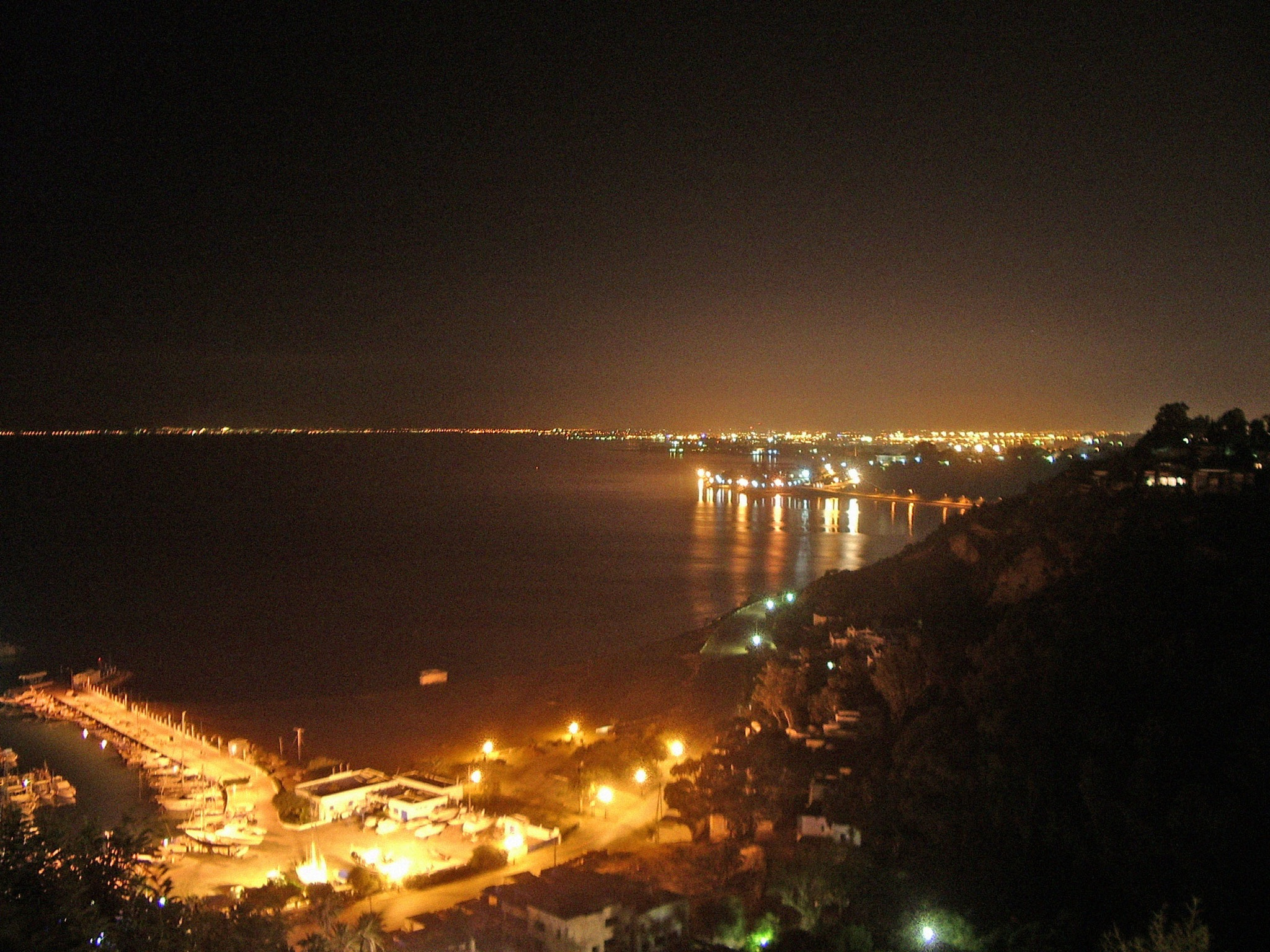
Vue nocturne du rivage près de Carthage.

Le littoral, notamment dans sa partie centrale, est constitué d'un long cordon dunaire alimenté au fil des siècles par les sédiments charriés par la Medjerda d'une part et l'oued Miliane d'autre part. 
Les profondeurs sont en général faibles et les fonds sablo-vaseux. La végétation couvrant les fonds ne subsiste que dans les zones les moins touchées par les actions anthropiques et ne descend en général pas en dessous de dix mètres de profondeur. La phanérogame marine Posidonia oceanica persiste à fleur d'eau (forme dite « récifale ») dans la partie sud-ouest de la baie de Tunis, près de Sidi Raïs et Korbous. Partout ailleurs, cette plante très vulnérable ne subsiste que sous forme de petits herbiers.

## Histoire
Situé à la limite du golfe, ce qu'on appelle généralement le « beau promontoire » est une zone géographique citée dans le premier traité signé entre Rome et Carthage mais qui n'aide pas cependant à sa localisation exacte. Selon le texte, il délimite le golfe de Carthage et se trouve donc être la limite maritime la plus sensible pour la cité punique. Mais une probable erreur de l'historien grec Polybe empêche de déterminer s'il s'agit du cap Bon (situé au nord-est de Carthage) ou le cap Farina (limite nord-ouest de Carthage). L'historien indique seulement qu'il était interdit aux Romains de naviguer au-delà de ce cap.

### Descriptions de Polybe
Polybe, l'historien otage de Rome mais ami de Scipion l'Africain était un ancien hipparque (chef militaire) et donc très attentif aux détails militaires importants. Dans le premier livre de ses Histoires, il évoque une bataille navale — la bataille du Cap Ecnomus ayant eu lieu durant la première guerre punique (256 av. J.-C.) — au cours de laquelle la flotte carthaginoise conduite par Hamilcar Barca et Hannon le Grand est battue par le consul romain Marcus Atilius Regulus alors qu'elle tente d'arrêter une invasion romaine de l'Afrique du Nord : 
« Par la suite, les Romains, après avoir fait des provisions de vivres et réparé les navires capturés [...] les navires qui naviguaient en tête des autres abordèrent sous le promontoire dénommé Ermeo, qui, situé devant l'entier golfe de Carthage, s'avance dans la mer ouverte vers la Sicile […] et ils naviguèrent le long de la côte afin de rejoindre la ville appelée Aspis… »
La description du « Cap Ermeo » (ἠ ᾶκρα ἠ Ἐρμαἰα et Promunturium Mercuri pour les Romains) serait donc le cap Bon actuel. Les navires romains s'arrête « sous » le cap Ermeo puis « continuèrent » jusqu'à Aspis avant de poursuivre vers le sud et l'est. « Cap Bon » indique en effet la limite méridionale d'une navigation côtière pour les navires qui proviennent du nord et qui vont en direction de l'Égypte.
Dans les paragraphes successifs (paragraphes 11-12 du chapitre 36), la narration des vicissitudes de cette flotte confirment le parcours du retour vers Rome. Pourtant, on sait aussi que les Romains connaissaient le cap Farina sous le nom de Promunturium Apollineum ou Promunturium Pulchri, Promunturium Pulchri se traduisant sans difficulté en « beau promontoire ». Pour les Grecs aussi, ce promontoire était « beau », Polybe lui-même utilisant le mot Καλὸν (Kalos).

Ainsi, dans son troisième livre, après avoir reporté le texte du traité dans le chapitre précédent, Polybe spécifie : 
« Le beau promontoire est donc celui qui se trouve devant la même Carthage, tourné à septentrion, au-delà duquel les Carthaginois interdisent catégoriquement aux Romains de naviguer avec des navires longs parce qu'il ne veulent pas, semble-t-il, qu'ils connaissent ni la région de la Bissatide, ni celle de la Petite Syrte qu'ils appellent Empori en raison de la fertilité de la zone. »
Sans discuter de la définition d'un « navire long » dont aujourd'hui la fonction n'est pas claire — mercantile ou militaire —, on peut remarquer que Polybe lui-même crée des confusions sur cette dénomination géographique : le commentaire ci-dessus rend presque obligatoire le lien entre le « beau promontoire » et le cap Bon. Pourtant, si ceci constitue la limite méridionale, naviguer vers la Libye et l'Égypte en longeant les côtes comme cela devait se pratiquer en ces temps était alors impossible, d'où l'incertitude.

### Hypothèses
En conclusion, on peut poser deux hypothèses : 
1. Le « beau promontoire » est l'actuel cap Bon. En naviguant de la Sicile vers Carthage, les Romains et leurs alliés auraient eu une limite occidentale qui excluait Carthage elle-même et une limite méridionale qui excluait toute la côte qui allait vers la Libye. Ainsi, toute la côte nord-africaine serait interdite aux navires romains.
2. Le « beau promontoire » est l'actuel cap Farina connu sous son appellation romaine de Promunturium Pulchri. Dans ce cas, les explications de cette limite et la citation spécifique sont plus logiques. Avec cette limite, les Romains pouvaient accéder à Carthage mais, ne pouvant aller au-delà du cap Farina, Carthage protégeait la Méditerranée occidentale et la Numidie où son influence n'était pas encore consolidée et où elle ne le sera pas avant la période entre la première et la deuxième guerre punique lorsque Hamilcar Barca, père d'Hannibal Barca, partira à la conquête de l'Hispanie. Défendre les centres commerciaux espagnols devait probablement être l'objectif de Carthage puisque, dans le second traité, les cités d'Utique, Mastia et Tarse sont explicitement défendues[2].